# 최재영 (방송인)
최재영(1979년 ~ )은 대한민국의 기자이다. 부산광역시의 출신이다.

## 학력
- 부산중앙고등학교 졸업
- 한양대학교 학사
- 고려대학교 석사

## 출연작
- 2015년 1월 3일 ~ 2018년 6월 30일 : 모닝와이드 (토요일 진행)
- 2017년 7월 17일 ~ 2017년 10월 23일 : 최재영 기자의 3분 완성 시사상식
- 2021년 1월 1일 ~ 2023년 3월 31일 : 모닝와이드 (평일 진행)